# الكل يقول أحبك
الكل يقول أحبك (بالإنجليزية: Everyone Says I Love You)‏ هو فيلم موسيقي أمريكي من تأليف وإخراج وودي آلن ومن بطولة آلن، جوليا روبرتس، ألن ألدا، إدوارد نورتون، درو باريمور، تيم روث، غولدي هاون وناتالي بورتمان.عرض الفيلم في 8 ديسمبر 1996.

## روابط خارجية
الكل يقول أحبك على موقع IMDb (الإنجليزية)
- الكل يقول أحبك على موقع الموسوعة البريطانية (الإنجليزية)
- الكل يقول أحبك على موقع روتن توميتوز (الإنجليزية)
- الكل يقول أحبك على موقع نتفليكس (الإنجليزية)
- الكل يقول أحبك على موقع قاعدة بيانات الأفلام العربية
- الكل يقول أحبك على موقع ألو سيني (الفرنسية)
- الكل يقول أحبك على موقع Turner Classic Movies (الإنجليزية)
- الكل يقول أحبك على موقع أول موفي (الإنجليزية)
- الكل يقول أحبك على موقع بوكس أوفيس موجو (الإنجليزية)
- الكل يقول أحبك على موقع فيلمافينيتي (الإسبانية)